# Mircești (okręg Vaslui)
Mircești – wieś w Rumunii, w okręgu Vaslui, w gminie Tăcuta. W 2011 roku liczyła 324 mieszkańców.